# فلورا کریموا
فلورا کریموا (ترکی آذربایجانی: Flora Ələkbər qızı Kərimova) یک خواننده پاپ و ارپایی، فعال جنبش آزادی ملی، و هنرمند خلق اهل جمهوری آذربایجان است.

## زندگی‌نامه
فلورا کریموا در ۲۳ ژوئیه سال ۱۹۴۱، در شهر باکو، جمهوری شوروی سوسیالیستی آذربایجان چشم به دنیا گشود. در سال ۱۹۶۴، از «کنسرواتوار آصف زینالی» و همچنین در سال ۱۹۷۱، از دانشگاه علوم پزشکی آذربایجان دانش‌آموخته شد. بعد به تحصیلات خود در کنسرواتوار ملی آذربایجان ادامه داده و در سال ۱۹۷۷ از آنجا فارغ‌التحصیل گردید.

## خوانندگی
فلورا کریموا در سن ۱۴ سالگی کارنامه آوازخوانی خود را با حضور در محافل داوطلبانه خوانندگی آغاز نمود. هنگامی که در دانشگاه علوم پزشکی آذربایجان دانشجو بود، در هیئت گروه موسیقی «چنار» حاضر می‌شد. در دهه ۱۹۶۰، در تالار فیلارمونیک دولتی آذربایجان روی صحنه می‌رفت. از سال ۱۹۸۳، در سازمان صدا و سیمای آذربایجان تک‌خوانی می‌کند.
وی خواننده ماهر در ژانرهای اپرای سنتی اروپا، اپرای ملی، آهنگ‌های محلی، ترانهها، و موسیقی پاپ شوروی تلقی می‌گردد. فلورا کریموا بنیان‌گذار سبک موسیقی آذربایجانی پاپ و کلاسیک به حساب می‌آید. «الزا ابراهیم‌اوا» اپرای «آفت» را مخصوصاً برای اجرای فلورا کریم‌اوا ساخت. آوای شگفت‌آور او از صداهای بی‌نظیری در تاریخ بشر محسوب می‌شود، که از اکتاوای ۴ فراتر می‌روند. چیزی قابل توجه این است که صدای او تمامی درجه‌های اکتاوای ۴ (پایین، متوسط، بالا) را پوشش می‌دهد.

## آهنگ‌های معروف
آهنگهایی که فلورا کریم اوا در بازه زمانی ۱۹۶۵ تا ۱۹۶۹ خوانده، او را بسیار پرآوازه ساختند. از این آهنگ‌ها می‌توان به «ساچلارینا گل دوزرم»، «اؤزومدن کوسرم»، «باغیشلا منی»، «آختارما منی»، «نه بختیاریق»، «ای حیات سن نه غریبه‌سن»، «یانسین گؤرک»، «رپیشانین ماهنیسی» و غیره … اشاره کرد.